# フォーク並び

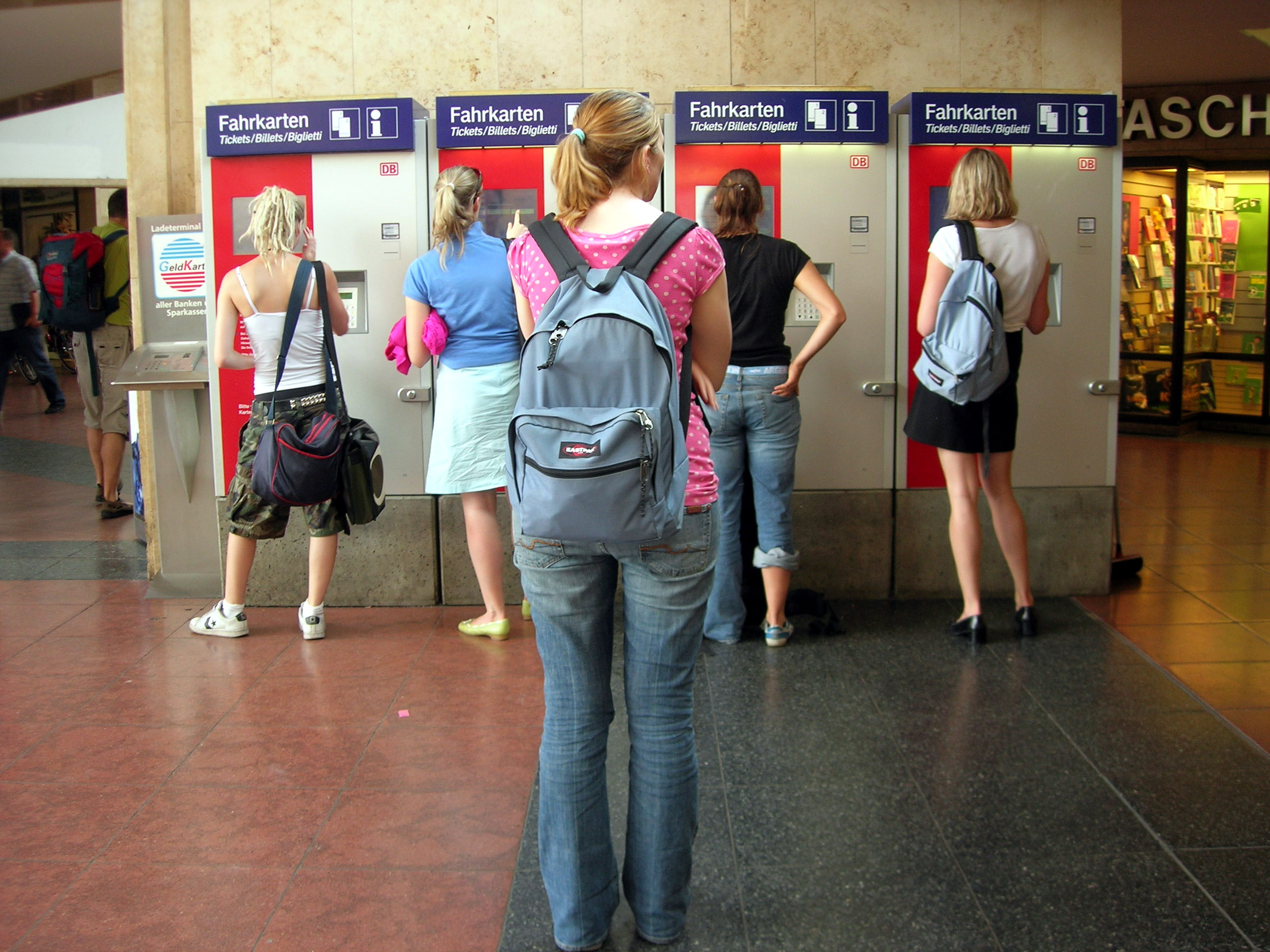
券売機における「フォーク並び」の例

フォーク並び（フォークならび、英: Single Line、Single-Line Queue）とは、トイレ・ATM・窓口などが複数ある所に並ぶ際に、列を一つにし、あいたところに列の先頭の者が入る方式のこと。食器のフォークのように、1列のものが分岐してゆくことからつけられた名前である。

## 概要
「フォーク並び」は公衆トイレや現金自動預け払い機など、窓口・個室が複数ある所に整列する際の習慣の一種で、複数の窓口・個室に対して1列で待機し、先頭から空いたところへ順番に振り分けていく方式である。
例えばATMが複数設置されている場合であれば機械ごとに待ち行列を作るのではなく、待ち行列を一列に作って空きを待つ方法である。
この列の進み方の様子が食器のフォークに似ていることから、この名がついた。「一列待機方式」「一列並び」「一列振り分け方式」「一列並び順次利用」「アメリカン方式」「フォーク式」などとも呼称される。また、銀行の窓口で受付順に番号カードを受け取る形式も一種の「フォーク形式」であると報じられている。日本では90年代半ば知られる。
なお、工場などでタスクボード（同一部門のチームで各担当者が今後実施するタスク、今実施中のタスク、完了したタスクを整理したボード）を利用して各メンバーにタスクの配分を行うとき、平均処理時間の短縮のためフォーク並びの理論が用いられることがある。

## 採用例

### 欧米
欧米ではかなり以前から一般的な習慣であったとされており、「アメリカではかなり前から一般化していた」「欧米では広く普及している」「公平さに厳格な米国社会では多方面で定着」「欧米の銀行などで一般的」「欧米流の合理精神が手本となっている」「欧米では常識だが、日本では歴史が浅い」などと報じられている。牧野エミは、2001年（平成13年）の産経新聞の記事において、「フォーク並びを初めて見たのは15年前（1986年）のニューヨークのクラブの女子トイレ」であったと述べている。

### 日本
日本では、欧米などに遅れる形で1990年（平成2年）秋から1991年（平成3年）夏にかけて急速に広まった。（→#日本での導入）
方法としては、銀行のATM（現金自動預け払い機）や鉄道駅の発券窓口においてはロープで仕切るようにして1本の列を作り、そこに利用客を誘導していく形式が一般的なほか、コンビニエンスストアにおいては床面にテープなどで表示を貼って誘導していく形式が一般的である。また、1列に並ぶよう促す看板を設置するなどの方法もある。公衆トイレにおいては誘導されなくとも自然発生的にフォーク並びが形成されることも多いと報じられている。

#### 日本での導入
この並び方を日本国内で最初に導入したのは銀行のATMであり、1990年（平成2年）4月 に住友銀行（現・三井住友銀行）が、海外旅行の経験がある顧客から「海外を見習いなさい」との指摘を受けて 全支店で一斉に始めたのが起源と報じられている。それまで個々のATMごとに列を作って並ぶ形式だったものを、1列に並ぶようにロープで囲い、先頭の人間から順に空いたATMに進む方式に変えたとしている。ほぼ同時期に三和銀行（現・三菱UFJ銀行）も導入したとされており、三和銀行が起源であると主張する関係者も存在すると報じられている。また、東海銀行（現・三菱UFJ銀行）では1989年（平成元年）の年末から広め始めたとも報じられている。このほか、富士銀行（現・みずほ銀行）、太陽神戸三井銀行（現・三井住友銀行）では1990年（平成2年）秋から、福岡銀行では同年春から 導入を開始したとされており、これらを踏まえて朝日新聞では「一気に広まったのは1990年（平成2年）秋から1991年（平成3年）夏にかけて」であると論じている。
また、日本においてこの並び方を最初に研究したのは群馬県前橋市に在住していた女性短大講師であるとされている。ヨーロッパの公衆トイレにおいて「一列待機方式」を体験して感銘を受け、1988年（昭和63年）に大学婦人協会のセミナーで発表。後に銀行や空港、百貨店に提案し、採用されたとする報道がある。

#### 命名
日本の新聞各社の記事によれば、「フォーク並び」と命名したのはかつて1990年代前半に活動していた市民グループ「冗談法人・東京やじ馬連盟」であると報じており、毎日新聞の記事によれば「フォーク並び」という名称は“日本独自”であると報じられている。1991年（平成3年）夏 に同グループの会員が公衆電話の待ち列へ割り込みした人間と口論になったことをきっかけに、この並び方を広める運動を開始したとされている。「この並び方が定着しないのは、公平さに対する意識の低さと、良い名前が無かったことが理由」 であるとして名前を思案していたところ、先述の会員の子供が、この並び方に対して「フォークみたい」であると指摘したことによって、「フォーク並び」の名が付いたとされている。その後、鉄道駅でフォーク並びの実演を行ったり、フォーク並びを呼びかけるチラシの配布、会員の名刺の裏面にフォーク並びの図解とアピール文を掲載するなどの活動が行われた。
「冗談法人・東京やじ馬連盟」は、この活動によって日本イベント大賞（インタークロス研究所主催）第8回の佳作を受賞したという。

#### 地域差・世代差
フォーク並びの普及率は地域によって差があるとする報道も散見され、沖縄タイムスでは「沖縄では東京ほどフォーク並びのルールが徹底しているわけではない」、南日本新聞では「大都市の銀行はおおかたフォーク並び（中略）鹿児島でもそんな光景が日常的になったら素敵だと思う」、福井新聞では「フォーク並びは都会だけのことかと思っていたが、最近では福井でも見られる」などといった記述が地方紙のコラムに登場している。
世代によっても普及率に差があるとされており、毎日新聞では1995年（平成7年）の記事において「銀行のATMで慣れているせいか若い人ほどきちんと並ぶ傾向にある」とする施設管理者の指摘を取り上げているほか、NHK総合テレビジョンでは2014年（平成26年）に放映された情報番組『あさイチ』において「フォーク並びは高齢者層には浸透していないため、割り込みをしてしまう」「若年層にはフォーク並びが浸透している」との報道がなされている。

## 特徴

### メリット

#### 先着の優先
「フォーク並び」最大の特徴として、先着優先の公平な並び方であることが挙げられる。従来の窓口・個室ごとに列を作る場合に発生しがちであった「隣の列の（後から並んだ）人間に先を越される」「窓口を新しく開設した際、後から並んだ人間を先に誘導してしまう」 といった不適切な状態が解消されるメリットがある。
また、列の後ろに並んでいる人間から「急かされる感じ」を受けにくい、後ろの人間に気を使わずに利用できる といったメリットもあると報じられている。
従業員に対する精神的圧力も軽減されるとしており、みどりの窓口（東日本旅客鉄道）をフォーク並びにしたところ、発券や釣り銭の受け渡しにおけるミスの減少や、発券作業の効率化が図られたとの報道がある。

#### 負荷の平準化
待ち時間は自分の前に並ぶ人の処理時間の影響を受けるが、処理時間は各人でばらつきがあるため平均より短いこともあれば長いこともある。フォーク並びで行列を作り業務を取り扱う窓口や台数が多ければ多くなるほど処理時間は平均値に近づき中心極限定理と同じような現象が生じる。
先述のように工場などでタスクボードを利用して各メンバーにタスクの配分を行うときフォーク並びの理論が用いられることがあり、理論上はタスクを個人（担当者別）に割り付けるのではなくチーム内で次々に処理するほうが時間の短縮を図ることができる。現実にはメンバーの多能工化などが前提となるため、これらを含めた改善が必要となる。

### デメリット
「フォーク並び」のデメリットとして、列が長くなってしまうことが挙げられる。このデメリットは小売業（特に大型店舗）において導入が進まない最大の要因となっており、列が長く見えてしまうことから並ぶのを諦めてしまう人間が出るといった指摘や、1列に並んでもらうためのスペースが確保できない、レジ周辺に商品が陳列できなくなる といったデメリットがあると報じられている。銀行におけるフォーク並びの普及に伴って、1993年（平成5年）に名古屋駅（東海旅客鉄道）の新幹線切符売場で導入が検討されるも「列が一般通路まではみ出す」との理由で当初見送りにされた経緯や、NTTの公衆電話でも「スペースが足りない」として結果的に導入されなかった経緯があると報じられている。
また、横から割り込まれやすいとの指摘もある。銀行におけるフォーク並びの普及に伴って、1992年（平成4年）に横浜駅のみどりの窓口で試験導入したところ、かえって割り込みの苦情が多発したことから2002年（平成14年）に再導入されるまで一旦廃止された経緯があると報じられている。フォーク並びに対する割り込みは、（大抵はそのルール自体を知らない人間によって）空いた窓口・個室に列を無視してそのまま飛び込んでしまう といった事例や、1列ではなく窓口・個室ごとに列を作り始めてしまう事例 が多いとされている。特に列の出口から割り込まれる事例が多いため、出入口の表示を明確にする必要があると指摘されている。
フォーク並びは「窓口同士が離れすぎていないこと」「列の先頭から窓口までが離れすぎていないこと」「窓口の数が多すぎないこと」などが要求されるとも報じられている。成田国際空港では、2002年（平成14年）に出国審査窓口でフォーク並びを試験導入したものの、窓口の数が多いこと、列の先頭から窓口までの距離が長いこと から「歩くのに疲れる」「かえって非効率、時間がかかる」との指摘がなされ本格導入を見送った経緯がある。
待ち行列理論の専門家である東京工業大学教授の高橋幸雄は、「（厳密には）個別に並ぶ方式より、フォーク並びの方が（全体の効率としては）やや劣る」と論じている。これは「列の先頭から窓口まで移動するのに時間がかかるため」であるとしている。

## 小腸並び
列が長くなりすぎてS字のジグザグ状になってしまうことを、その形から「小腸並び」と呼称する報道もある。「小腸並び」は限られたスペースを有効に使える、列の途中からの割り込みを防止できるといった肯定的な意見もあるほか、テーマパークにおいては目的地が見えて安心感がある、客同士で何回もすれ違うので一体感が生まれるといった意見もある。